# Тім'я
Ті́м'я (род. відм. ті́м'я і ті́мені; лат. vertex, vertex cranialis, mesocranium) — верхня частина поверхні голови між лобовою і потиличною областями.

## Анатомія людини
Тім'яна ділянка (regio parietalis) — ділянка склепіння черепа в межах тім'яних кісток. З боків обмежена верхніми скроневими лініями (lineae temporales superiores) тім'яних кісток; спереду — лінією вінцевого шва (sutura coronalis) між тім'яними і лобовою кістками; ззаду — лінією ламбдоподібного шва (sutura lambdoidea) між тім'яними і потиличною кістками.
Антропометрична точка вертекс (vertex) — одна з краніометричних точок, найвища антропометрична точка. Являє собою найбільш високо розташовану в медільно-сагітальній площині точку тіла. Дещо вентральніше, у місці сходження вінцевого і сагітального швів мозкового черепа, розташована антропометрична точка брегма.

## Ентомологія
У комах тім'ям називають склерит головної капсули, що звичайно розділений епікраніальним швом на праву та ліву половини й обмежений попереду лобом, позаду — потилицею, а по боках — фасетковими очима і щоками.